# Vygris ir Beržinis
Vygris ir Beržinis este o arie protejată (arie specială de conservare — SAC, sit de importanță comunitară — SCI) din Lituania întinsă pe o suprafață de 44,37 ha, integral pe uscat.

## Localizare
Centrul sitului Vygris ir Beržinis este situat la coordonatele 54°25′02″N 22°55′35″E / 54.4173°N 22.9263°E.

## Înființare
Situl Vygris ir Beržinis a fost declarat sit de importanță comunitară în august 2016 pentru a proteja un număr necunoscut de specii din flora spontană și fauna sălbatică aflate în arealul zonei. Situl a fost protejat și ca arie specială de conservare în ianuarie 2021.

## Biodiversitate
Situată în ecoregiunea boreală, aria protejată conține 1 habitat natural: Ape puternic oligomezotrofe cu vegetație bentonică cu Chara spp..
La baza desemnării sitului se află un număr nedeclarat de specii protejate.
Pe lângă speciile protejate, pe teritoriul sitului au mai fost identificate 1 specie de plante.